# Завалишин, Николай Иринархович
Никола́й Ирина́рхович Завали́шин (1797—1847) — русский мореплаватель, исследователь Арктики, кругосветный путешественник. Старший брат декабристов Дмитрия и Ипполита Завалишиных. 

## Биография
Сын Иринарха Ивановича Завалишина и его первой жены Марии Никитичны (в девичестве Черняевой).
Происходит из дворянского рода Завалишиных, восходящих к преподобному Андриану Ондрусовскому.
В 1822 году в чине лейтенанта участвовал в экспедиции по исследованию Белого моря.
В 1823—1824 годах — участник экспедиции по описанию Мурманского берега и Новой Земли на бриге «Новая земля» под руководством Ф. П. Литке.
В 1825 году — участник перехода на фрегате «Елена» из Архангельска в Кронштадт.
В 1826—1828 годах — старший офицер на шлюпе «Сенявин», на котором под командованием Ф. П. Литке совершает кругосветное плавание из Кронштадта вокруг мыса Горн в Русскую Америку (Аляску), откуда отправился к Камчатке, затем совершил плавание к Каролинским островам, где Н. И. Завалишин принимал непосредственное участие в исследовании новооткрытых о-вов Сенявина и о-вов Бонин. Вернувшись на Камчатку, Н. И. Завалишин списался по болезни с «Сенявина» и через Сибирь проехал в Кронштадт, завершив, таким образом, кругосветное путешествие.
С 1836 года Н. И. Завалишин командир Балтийской гребной флотилии.
В 1839 году выходит в отставку в чине капитана 2-го ранга.

## Память
Именем Н. И. Завалишина названы губа и населённый пункт в Териберской губе Кольского залива.
В честь Н. И. Завалишина также названы мыс (Тихий океан, острова Сенявина; открыт и назван в 1828 году Фёдором Петровичем Литке по имени старшего офицера шлюпа «Сенявин» Н. И. Завалишина) и остров Завалишина в Японском море (полуостров Корея; остров нанесён на карту в 1854 году экипажем фрегата «Паллада»).